# Sixto (Málaga)
Sixto es un barrio perteneciente al distrito Carretera de Cádiz de la ciudad andaluza de Málaga, España. Según la delimitación oficial del ayuntamiento, limita al norte con el barrio de Cortijo Vallejo; al este, con el barrio Parque Mediterráneo; al sur, con el barrio de La Paz; y al oeste, con los barrios de La Luz, Ardira y Vistafranca, del que los separa la avenida de Velázquez.
El barrio fue construido en 1954 y el conjunto central de viviendas se compone de cuatro grupos de bloques en planta de U y otros dos formando manzanas cerradas en torno a pequeños y estrechos patios interiores. Contiene un pequeño jardín tropical con especies de ficus, palmeras washingtonias, palmeras canarias, cycas, aloes, rosales, etc.

## Transporte
En autobús queda conectado mediante las siguientes líneas de la EMT: 
| Línea | Trayecto                                        | Recorrido | Frecuencia                                     |
| ----- | ----------------------------------------------- | --------- | ---------------------------------------------- |
| 3     | Paseo del Parque - Puerta Blanca                | Recorrido | 8 minutos                                      |
| 10    | Alameda Principal - Churriana                   | Recorrido | 25-30 minutos                                  |
| 19    | Paseo del Parque - Aeropuerto                   | Recorrido | 30-35 minutos                                  |
| 22    | Avda. Molière - Universidad                     | Recorrido | 10 minutos (16-18 minutos en época no lectiva) |
| 27    | Avenida M. A. Heredia - Polígono I. Guadalhorce | Recorrido | 70-80 minutos                                  |
| 31    | Alameda Principal - Mainake                     | Recorrido | 18-25 minutos                                  |
| N1    | Puerta Blanca - El Palo                         | Recorrido | 25 minutos                                     |